# Lord Mayor's Show
Lord Mayor's Show er en af de ældste og bedst kendte årlige begivenheder i London. Traditionen er en formel parade ved indsættelsen af Lord Mayor of London, overborgmesteren i City of London, stammer fra 1215.
Indsættelsen i november er omgivet med pomp og pragt fordi embedet var et af de vigtigste i England. I moderne tid har overborgmesteren fortsat en administrativ rolle i City, men Londons borgmesterembede er af langt større praktisk betydning.
Paraden er en blanding af traditionel britisk pomp og et mere livfuldt karneval. Den går fra City of London til Royal Courts of Justice i City of Westminster, hvor overborgmesteren aflægger troskabsed til kronen.
Oprindelig blev Lord Mayor's Show holdt den 28. oktober. I 1751 blev den julianske kalender erstattet med den gregorianske, og det blev flyttet til 9. november. I 1959 blev det af praktiske grunde flyttet til anden lørdag i november. Sidst paraden blev flyttet var i 1852 på grund af hertugen af Wellingtons begravelse. Under 2. verdenskrig foregik paraderne som planlagt.
51°30′56″N 0°05′32″V / 51.515547°N 0.092272°V